# Lugros
Lugros è un comune spagnolo di 379 abitanti situato nella comunità autonoma dell'Andalusia.